# Peter Konyegwachie
Peter Konyegwachie (* 26. listopadu 1965, Lagos) je bývalý nigerijský boxer. Na Letních olympijských hrách 1984 v Los Angeles získal stříbrnou medaili ve váhové kategorii do 57 kg. Ve finále podlehl Meldricku Taylorovi ze Spojených států amerických. V profesionální kariéře odboxoval 16 zápasů s bilancí 15 výher a 1 prohra.